# Chiesa di San Giacomo (Varallo)
La chiesa di San Giacomo è una chiesa che si trova a Varallo, in piazza Antonini, sulla riva destra del torrente Mastallone. 
L'edificio venne edificato a partire dal 1361 per esecuzione del testamento di Bertaglione di Varallo, con cui veniva disposto un apposito legato per l'istituzione di una cappellania.
L'edificio originario era di piccole dimensioni, ma venne ampliato già nel XVI secolo quando divenne sede della Confraternita della Santissima Trinità. La confraternita aveva ricevuto da don Giuseppe Maio, suo fondatore, l'incarico di gestire l'ospedale di Varallo e in virtù di questo compito le venne assegnata da Cesare Speciano, vescovo di Novara, la cura di questa chiesa, che ben presto si rivelò troppo piccola. 
Si occupò di un primo progetto d'ampliamento Pietro d'Enrico, di Alagna.
Gli affreschi del presbiterio, risalenti all'ultimo decennio del XVIII secolo, sono stati eseguiti da Antonio Orgiazzi. La pala d'altare, donata dalla famiglia D'Adda, è stata attribuita a Melchiorre d'Enrico.